# Liste der Skulpturen an der Semperoper
Die Liste der Skulpturen an der Semperoper gibt einen Überblick über die Skulpturen, Reliefs, Friese und Gemälde, die an der Fassade der Semperoper angeordnet sind. 
Die erste Semperoper wurde von Gottfried Semper 1838 bis 1841 errichtet, sie existierte bis 1869. Von diesem Bau stammen noch die großen Sitzfiguren Goethe und Schiller von Ernst Rietschel sowie die großen Stand- bzw. Sitzfiguren Euripides, Sophokles, Shakespeare und Molière in den Nischen der Vestibüle von Ernst Julius Hähnel. 
Der zweite Semperbau wurde (unter Anleitung von Gottfried Semper) von seinem Sohn Manfred Semper von 1871 bis 1878 errichtet, er wurde im Jahr 1945 zerstört. Die baugebundene, dekorative Plastik stammt größtenteils von seinem zweiten Sohn Emanuel Semper. 
Der dritte Semperbau wurde in den Jahren 1977 bis 1985 errichtet und basiert weitgehend, auch hinsichtlich der Skulpturen, auf seinem Vorgängerbau. 
Das ikonographische Programm bezieht sich auf den Mythos der antiken Götter und Heroen, die einen Bezug zum Theater (Drama und Oper) haben, insbesondere Dionysos mit Gefolge (u. a. die vier Musen der Theaterkunst: Terpsichore, Thalia, Melpomene und Polyhymnia) sowie Apollon mit den drei Grazien. 
Damit wird auf die apollinisch-dionysische Gegensätzlichkeit des Menschen verwiesen. 
Das Apollinische steht für das Streben nach Begrenzung, nach Maß, Gestalt und Ordnung, das Dionysische für den Drang ins Rauschhafte, Ungebundene und die Aufhebung von Begrenzungen. 
Beide Prinzipien stehen zueinander im Gegensatz und bestimmen die Handlungen der Menschen und dadurch den Gang der Geschichte. 
Dieses Programm lässt sich insbesondere an der Fassade zum Theaterplatz ablesen, die durch den mittleren Vorbau (Exedra) besonders hervorgehoben wird, bekrönt von der Pantherquadriga mit Dionysos und Ariadne von Johannes Schilling. Die Kalotte der Exedra ist mit mosaikartiger Malerei versehen, um an italienische Apsiden mit Mosaiken zu erinnern. Hier herrscht Apollon und die drei Grazien. 
Für die Skulpturen wurden vor allem Schüler von Ernst Julius Hähnel, Johannes Schilling und Ernst Rietschel herangezogen, das waren u. a. Gustav Adolph Kietz, Karl Heinrich Epler und Robert Diez. 
Die Beschreibung der Skulpturen entsprechend den einzelnen Standorten erfolgt nach den Angaben von Heinrich Magirius.

## Liste der Skulpturen
Die Skulpturen und Büsten werden nach den Fassadenseiten des Gebäudes aufgelistet, dabei erfolgt die Bezeichnung nach den Himmelsrichtungen und die Nummerierung von oben nach unten bzw. von links nach rechts: 
- Nordfassade: N1 bis N14 (Fassade an der Elbseite)
- Ostfassade: O1 bis O50 (Fassade am Theaterplatz)
- Südfassade: S1 bis S14 (Fassade an der Zwingerseite)
- Westfassade: W1 bis W17 (rückwärtige Fassade)

| Bild | Art und Standort Nr. | Name der Skulptur                                                     | Standort                                                       | Künstler                                                 |
| ---- | -------------------- | --------------------------------------------------------------------- | -------------------------------------------------------------- | -------------------------------------------------------- |
|      | Ostfassade           |                                                                       |                                                                |                                                          |
|      | Skulptur O1          | Lyra                                                                  | am Giebel des Bühnenhauses, Mitte                              | Emanuel Semper                                           |
|      | Skulptur O2          | Greif                                                                 | am Giebel des Bühnenhauses, links                              | Emanuel Semper                                           |
|      | Skulptur O3          | Greif                                                                 | am Giebel des Bühnenhauses, rechts                             | Emanuel Semper                                           |
|      |                      | Exedra                                                                | vorgesetzter, mittlerer Teil der Ostfassade                    |                                                          |
|      | Skulptur O4          | Pantherquadriga mit Dionysos und Ariadne                              | auf der Exedra                                                 | Johannes Schilling                                       |
|      | Fries O5             | Fries mit Masken                                                      | Fries am Piedestal der Pantherquadriga auf der Exedra          | Emanuel Semper                                           |
|      | Skulptur O6          | Terpsichore (links)                                                   | an der Exedra, linke Seite                                     | Robert Ockelmann                                         |
|      | Skulptur O7          | Thalia (rechts)                                                       | an der Exedra, linke Seite                                     | Georg Dillmann                                           |
|      | Zwickelfigur O8/O9   | Sphinx                                                                | an der Exedra, links und rechts über dem Bogen                 | Robert Diez                                              |
|      | Skulptur O10         | Melpomene (links)                                                     | an der Exedra, rechte Seite                                    | Rudolph Heinrich Hölbe                                   |
|      | Skulptur O11         | Polyhymnia (rechts)                                                   | an der Exedra, rechte Seite                                    | Karl Heinrich Epler                                      |
|      | Gemälde (Tondo) O12  | Marsyas mit Syrinx (Panflöte)                                         | in der Kalotte der Exedra (links)                              | Paul Kießling                                            |
|      | Gemälde (Tondo) O13  | Drei Grazien: Euphrosyne, Aglaia und Thalia                           | in der Kalotte der Exedra (Mitte)                              | Paul Kießling                                            |
|      | Gemälde (Tondo) O14  | Apollon mit Kithara                                                   | in der Kalotte der Exedra (rechts)                             | Paul Kießling                                            |
|      | Skulptur O15         | Kartusche mit Königskrone „A“ = Albert                                | unterhalb der Kalotte, über dem oberen Fenster der Exedra      | Emanuel Semper                                           |
|      | Fries O16            | Fries mit Theatermasken                                               | in der Exedra im Bereich der Kartusche                         | Emanuel Semper                                           |
|      | Fries O17            | Girlanden mit Masken über dem Fenster                                 | im Kapitellbereich (1. Obergeschoss, links)                    | Emanuel Semper                                           |
|      | Fries O18            | Girlanden mit Helm und Schilden über dem Fenster                      | im Kapitellbereich (1. Obergeschoss, links)                    | Emanuel Semper                                           |
|      | Fries O19            | Girlanden mit Lyra und Masken über dem Fenster                        | im Kapitellbereich (1. Obergeschoss, links)                    | Emanuel Semper                                           |
|      | Fries O20            | Girlanden mit Opfergerät über dem Fenster                             | im Kapitellbereich (1. Obergeschoss, links)                    | Emanuel Semper                                           |
|      | Fries O21            | Girlanden mit Masken über dem Fenster                                 | im Kapitellbereich (1. Obergeschoss, links)                    | Emanuel Semper                                           |
|      | Fries O22            | Girlanden mit Schild und Helmen über dem Fenster                      | im Kapitellbereich (1. Obergeschoss, links)                    | Emanuel Semper                                           |
|      | Fries O23            | Girlanden mit Schild und Helmen über dem Fenster                      | im Kapitellbereich (1. Obergeschoss, rechts)                   | Emanuel Semper                                           |
|      | Fries O24            | Girlanden mit Masken über dem Fenster                                 | im Kapitellbereich (1. Obergeschoss, rechts)                   | Emanuel Semper                                           |
|      | Fries O25            | Girlanden mit Opfergerät über dem Fenster                             | im Kapitellbereich (1. Obergeschoss, rechts)                   | Emanuel Semper                                           |
|      | Fries O26            | Girlanden mit Lyra und Masken über dem Fenster                        | im Kapitellbereich (1. Obergeschoss, rechts)                   | Emanuel Semper                                           |
|      | Fries O27            | Girlanden mit Helm und Schilden über dem Fenster                      | im Kapitellbereich (1. Obergeschoss, rechts)                   | Emanuel Semper                                           |
|      | Fries O28            | Girlanden mit Masken über dem Fenster                                 | im Kapitellbereich (1. Obergeschoss, rechts)                   | Emanuel Semper                                           |
|      | SkulpturO29          | Sophokles                                                             | linkes Vestibül, oben                                          | Ernst Julius Hähnel                                      |
|      | Skulptur O30         | Euripides                                                             | rechtes Vestibül, oben                                         | Ernst Julius Hähnel                                      |
|      | Schlussstein O31     | Maske, linke Seite                                                    | Schlussstein über der Unterfahrt                               | Emanuel Semper                                           |
|      | Schlussstein O32     | Maske, linke Seite                                                    | Schlussstein über dem Fensterbogen                             | Emanuel Semper                                           |
|      | Schlussstein O33     | Maske, linke Seite                                                    | Schlussstein über dem Fensterbogen                             | Emanuel Semper                                           |
|      | Schlussstein O34     | Maske, linke Seite                                                    | Schlussstein über dem Fensterbogen                             | Emanuel Semper                                           |
|      | Schlussstein O35     | Maske, linke Seite                                                    | Schlussstein über dem Fensterbogen                             | Emanuel Semper                                           |
|      | Schlussstein O36     | Maske, linke Seite                                                    | Schlussstein über dem Fensterbogen                             | Emanuel Semper                                           |
|      | Reliefkopf O37       | Engelskopf oder Genien                                                | im Kapitellbereich über den Goethe- und Schiller-Skulpturen    | Emanuel Semper                                           |
|      | Reliefkopf O38       | Engelskopf oder Genien                                                | im Kapitellbereich über den Goethe- und Schiller-Skulpturen    | Emanuel Semper                                           |
|      | Schlussstein O39     | Maske, rechte Seite                                                   | Schlussstein über dem Fensterbogen                             | Emanuel Semper                                           |
|      | Schlussstein O40     | Maske, rechte Seite                                                   | Schlussstein über dem Fensterbogen                             | Emanuel Semper                                           |
|      | Schlussstein O41     | Maske, rechte Seite                                                   | Schlussstein über dem Fensterbogen                             | Emanuel Semper                                           |
|      | Schlussstein O42     | Maske, rechte Seite                                                   | Schlussstein über dem Fensterbogen                             | Emanuel Semper                                           |
|      | Schlussstein O43     | Maske, rechte Seite                                                   | Schlussstein über dem Fensterbogen                             | Emanuel Semper                                           |
|      | Schlussstein O44     | Maske, rechte Seite                                                   | Schlussstein über der Unterfahrt                               | Emanuel Semper                                           |
|      | Skulptur O45         | Shakespeare                                                           | linkes Vestibül, unten                                         | Ernst Julius Hähnel                                      |
|      | Skulptur O46         | Goethe                                                                | vor der Exedra, links des Eingangs                             | Ernst Rietschel                                          |
|      | Relief O47           | Dichter vor Aphrodite                                                 | am Sockel der Goethe-Skulptur                                  | Johannes Schilling                                       |
|      | Skulptur O48         | Schiller                                                              | vor der Exedra, rechts des Eingangs                            | Ernst Rietschel                                          |
|      | Relief O49           | Dichter vor Zeus                                                      | am Sockel der Schiller-Skulptur                                | Johannes Schilling                                       |
|      | Skulptur O50         | Molière                                                               | rechtes Vestibül, unten                                        | Ernst Julius Hähnel                                      |
|      | Nordfassade          |                                                                       |                                                                |                                                          |
|      | Skulptur N1/N2       | Zeus (links) und Prometheus (rechts)                                  | auf der Balustrade des elbseitigen Vestibüls                   | Heinrich Bäumer                                          |
|      | Skulptur N3/N4       | Antigone (links) und Kreon (rechts)                                   | auf der Balustrade des elbseitigen Vestibüls                   | Carl August Robert Härtel                                |
|      | Skulptur N5/N6       | Medea (links) und Jason (rechts)                                      | auf der Balustrade des elbseitigen Vestibüls                   | Hermann Hultzsch                                         |
|      | Skulptur N7/N8       | Bacchantin (links) und Satyr (rechts)                                 | auf der Balustrade des elbseitigen Vestibüls                   | Carl Friedrich Echtermeier                               |
|      | Fries N9             | Girlanden mit Masken über dem Fenster                                 | im Kapitellbereich (1. Obergeschoss)                           | Emanuel Semper                                           |
|      | Fries N10            | Girlanden mit Opfergerät über dem Fenster                             | im Kapitellbereich (1. Obergeschoss)                           | Emanuel Semper                                           |
|      | Fries N11            | Girlanden mit Lyra und Masken über dem Fenster                        | im Kapitellbereich (1. Obergeschoss)                           | Emanuel Semper                                           |
|      | Schlussstein N12     | Maske                                                                 | Schlussstein über dem Fensterbogen (elbseitige Unterfahrt)     | Emanuel Semper                                           |
|      | Schlussstein N13     | Maske                                                                 | Schlussstein über dem Fensterbogen (elbseitige Unterfahrt)     | Emanuel Semper                                           |
|      | Schlussstein N14     | Maske                                                                 | Schlussstein über dem Fensterbogen (elbseitige Unterfahrt)     | Emanuel Semper                                           |
|      | Südfassade           |                                                                       |                                                                |                                                          |
|      | Skulptur S1/S2       | Titania (links) und Oberon (rechts)                                   | auf der Balustrade des zwingerseitigen Vestibüls               | Robert Diez                                              |
|      | Skulptur S3/S4       | Steinerner Gast (links) und Don Juan (rechts)                         | auf der Balustrade des zwingerseitigen Vestibüls               | Heinrich Hermann Christian Möller                        |
|      | Skulptur S5/S6       | Faust (links) und Mephisto (rechts)                                   | auf der Balustrade des zwingerseitigen Vestibüls               | Gustav Adolph Kietz                                      |
|      | Skulptur S7/S8       | Hexe (links) und Macbeth (rechts)                                     | auf der Balustrade des zwingerseitigen Vestibüls               | Gustav Broßmann                                          |
|      | Fries S9             | Girlanden mit Lyra und Masken über dem Fenster                        | im Kapitellbereich (1. Obergeschoss)                           | Emanuel Semper                                           |
|      | Fries S10            | Girlanden mit Opfergerät über dem Fenster                             | im Kapitellbereich (1. Obergeschoss)                           | Emanuel Semper                                           |
|      | Fries S11            | Girlanden mit Masken über dem Fenster                                 | im Kapitellbereich (1. Obergeschoss)                           | Emanuel Semper                                           |
|      | Schlussstein S12     | Maske                                                                 | Schlussstein über dem Fensterbogen (zwingerseitige Unterfahrt) | Emanuel Semper                                           |
|      | Schlussstein S13     | Maske                                                                 | Schlussstein über dem Fensterbogen (zwingerseitige Unterfahrt) | Emanuel Semper                                           |
|      | Schlussstein S14     | Maske                                                                 | Schlussstein über dem Fensterbogen (zwingerseitige Unterfahrt) | Emanuel Semper                                           |
|      | Westfassade          |                                                                       |                                                                |                                                          |
|      | Skulptur W1          | Lyra                                                                  | am Giebel des Bühnenhauses, Mitte                              | Emanuel Semper                                           |
|      | Skulptur W2          | Greif                                                                 | am Giebel des Bühnenhauses, links                              | Emanuel Semper                                           |
|      | Skulptur W3          | Greif                                                                 | am Giebel des Bühnenhauses, rechts                             | Emanuel Semper                                           |
|      | Skulptur W4/W5       | 2 Köpfe                                                               | auf dem Dach der Hinterbühne                                   |                                                          |
|      | Skulptur W6          | Frieden                                                               | auf dem Dach der Hinterbühne                                   | Robert Henze (rekonstruiert von Christian Hempel)        |
|      | Skulptur W7          | Sächsisches Königswappen                                              | auf dem Dach der Hinterbühne                                   | Emanuel Semper (rekonstruiert von Christian Hempel)      |
|      | Fries W8             | Girlanden-Fries mit Porträtkopf Gottfried Sempers                     | unter dem Sächsischen Königswappen                             | Emanuel Semper (rekonstruiert von Christian Hempel)      |
|      | Skulptur W9          | Gerechtigkeit                                                         | auf dem Dach der Hinterbühne                                   | Robert Henze (rekonstruiert von Christian Hempel)        |
|      | Skulptur W10/W11     | 2 Köpfe                                                               | auf dem Dach der Hinterbühne                                   |                                                          |
|      | Relief W12/W13       | Männlicher Kopf und Mädchenkopf                                       | im oberen Teil der Rückwand                                    | Emanuel Semper (rekonstruiert von Hildegard Jahn-Wiegel) |
|      | Relief W14/W15       | Kopf eines alten Mannes und Kopf eines jüngeren Mannes mit Löwenkappe | im oberen Teil der Rückwand                                    | Emanuel Semper (rekonstruiert von Hildegard Jahn-Wiegel) |
|      | Relief W16/W17       | Kopf eines älteren Mannes mit Löwenkappe und Frauenkopf               | im oberen Teil der Rückwand                                    | Emanuel Semper (rekonstruiert von Hildegard Jahn-Wiegel) |